# Stanisław Kazuro
Stanisław Kazuro (ur. 1 sierpnia 1881 w Teklinopolu k. Wilna, zm. 30 listopada 1961 w Warszawie)  – polski kompozytor, dyrygent i pedagog, małżonek Margerity Trombini-Kazuro.

## Życiorys
Urodził się w rodzinie Wincentego i Kazimiery z Wasilewskich. Studiował w Instytucie Muzycznym w Warszawie u Zygmunta Noskowskiego i Mieczysława Surzyńskiego. Kontynuował studia w Accademia di Santa Cecilia w Rzymie u Giovanniego Sgambatiego oraz w Paryżu u Vincenta d’Indy. Równocześnie studiował na Sorbonie filozofię i historię muzyki .
Po ukończeniu studiów w 1914 roku wrócił do kraju i został organistą oraz dyrygentem w kościele św. Trójcy w Warszawie oraz zorganizował Operę Ludową przy Stowarzyszeniu Robotników Chrześcijańskich. Od roku 1915 prowadził kursy dla nauczycieli muzyki w szkołach ogólnokształcących.
W roku 1916 został kapelmistrzem Filharmonii Warszawskiej, gdzie założył chór oratoryjny, który działał prawdopodobnie do 1918 roku oraz od roku 1934, powtórnie zorganizowany przez Kazurę. W 1916 roku zorganizował również Chór 300 Dzieci Powiśla, w 1917 roku przekształcony w istniejącą do 1919 roku przy katedrze św. Jana Kapelę Rorantystów o repertuarze opartym na dziełach kompozytorów polskich i włoskich XVI–XVII wieku.
Stanisław Kazuro w latach 1917–1939 był profesorem Konserwatorium Warszawskiego, prowadził nowo utworzoną klasę solfeżu, uczył dyrygentury, kontrapunktu i śpiewu. W roku 1920 uczestniczył w wojnie polsko-rosyjskiej w stopniu oficera. W roku 1922 zorganizował złożony ze studentów konserwatorium w Warszawie chór Polska Kapela Ludowa, z którym wiele koncertował i dokonał licznych nagrań płytowych. W 1927 roku dzięki staraniom Kazury powstał w Konserwatorium w Warszawie wydział nauczycielski dla nauczycieli muzyki w szkolnictwie ogólnokształcącym .
W roku 1925 był współzałożycielem sekcji współczesnych kompozytorów polskich przy Warszawskim Towarzystwie Muzycznym. W latach 1930–1931 był dyrektorem seminarium dla nauczycieli muzyki w Konserwatorium w Warszawie, a 1932–1939 członkiem rady naukowo-artystycznej Konserwatorium .
Podczas II wojny światowej w latach 1939–1944 kierował tajnym Konserwatorium przy ul. Sienkiewicza 12 i zainicjował „popołudniowe chwile muzyki poważnej” dla mieszkańców Powiśla. Po upadku powstania warszawskiego przebywał w Krakowie. W 1945 zainicjował odbudowę Konserwatorium Warszawskiego, noszącego od roku 1946 nazwę Państwowej Wyższej Szkoły Muzycznej (PWSM). Od 1945 roku do lipca 1951 roku był rektorem tej uczelni . 
Dwukrotnie, w latach 1937 i 1950, otrzymał Nagrodę Muzyczną miasta Warszawy. Otrzymał także odznakę honorową wszechpolskiego Związku Śpiewaczego.
Został pochowany na Cmentarzu Wojskowym na Powązkach (kwatera II B 28-13-21). W tym samym grobie spoczęła jego żona Margerita Trombini-Kazuro (1891–1979), pianistka, klawesynistka, ceniony pedagog muzyczny.

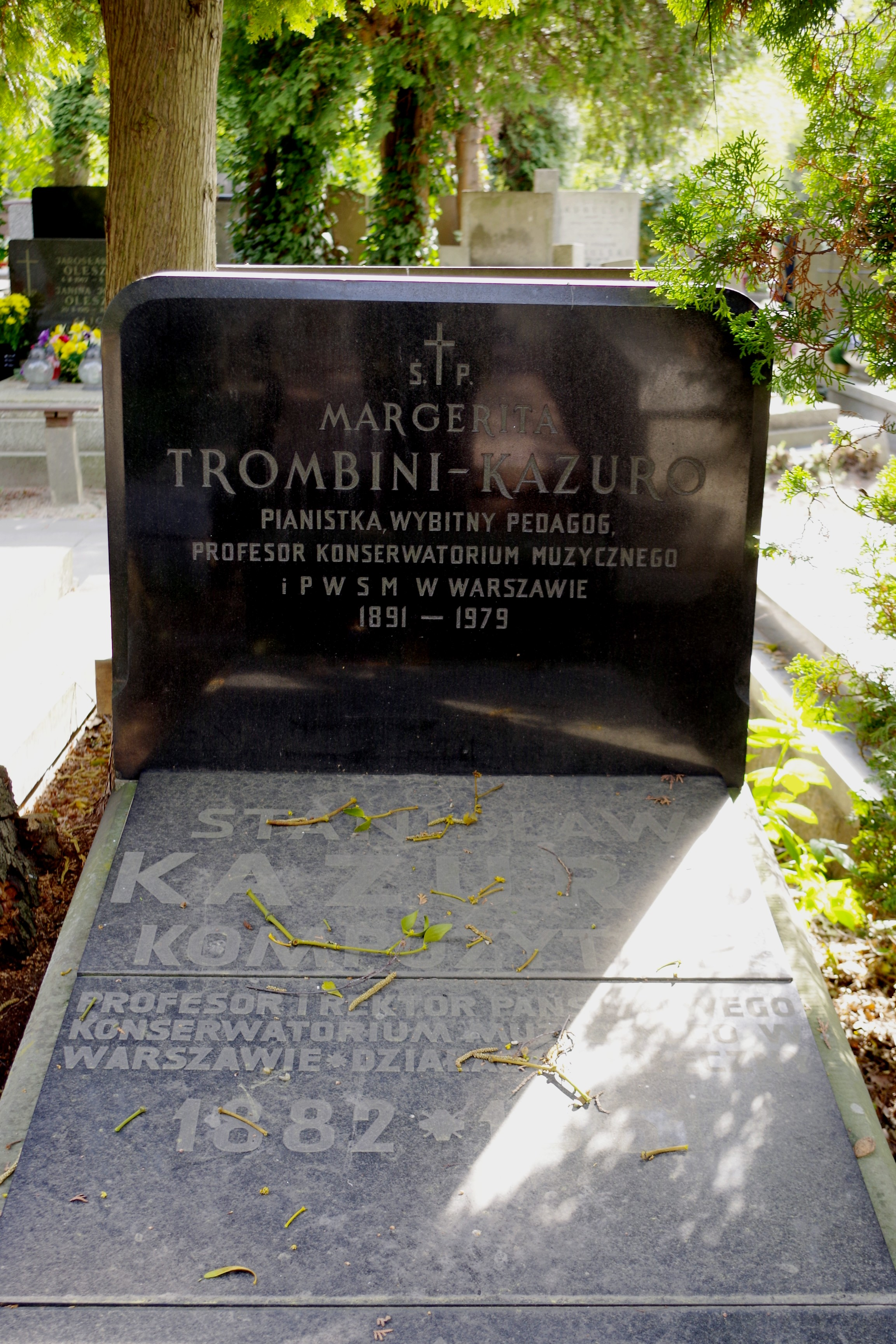
Grób Stanisława Kazuro i jego żony Margerity Trombini-Kazuro na Cmentarzu Wojskowym na Powązkach w Warszawie

## Twórczość
Stanisław Kazuro był autorem wielu podręczników do nauki muzyki oraz jednej powieści dla młodzieży. Stworzył wiele kompozycji, w znacznej części nawiązujących do polskiej muzyki ludowej .

## Ordery i odznaczenia
- Krzyż Komandorski Orderu Odrodzenia Polski (1958)[11]
- Złoty Krzyż Zasługi (30 stycznia 1930)[12]

## Upamiętnienie
- 22 lutego 1980 w Warszawie jednej z ulic na terenie obecnej dzielnicy Ursynów zostało nadanie imię Stanisława Kazury[13].

- W mieście Wałbrzych, w dzielnicy Nowe Miasto, jedna z ulic nosi imię Stanisława Kazury[14].

## Publikacje
- Stanisław Kazuro: Nauka śpiewu – metodyka, Gebethner i Wolff, Warszawa 1920,
- Stanisław Kazuro: Co to jest solfeggio, Gebethner i Wolff, Warszawa 1925,
- Stanisław Kazuro: Polska pieśń ludowa i jej znaczenie dla kultury narodowej, Gebethner i Wolff, Warszawa 1925,
- Stanisław Kazuro: Drogi rozwoju słuchu muzycznego, Gebethner i Wolff, Warszawa 1927,
- Stanisław Kazuro: Profesor Zubrewicz i jego trzej wychowańcy: z pamiętników hultaja, Gebethner i Wolff, Warszawa 1926, wznowienie fotooffsetowe Wyd. Wacław Bagiński i Synowie Wrocław 1994 ISBN 83-86237-50-3.